# Engenho Velho
Engenho Velho est une municipalité brésilienne située dans l'État du Rio Grande do Sul.